# Bento (futebolista)
Bento Matheus Krepski, mais conhecido apenas como Bento (Curitiba, 10 de junho de 1999), é um futebolista ítalo-brasileiro que atua como goleiro. Atualmente, joga pelo Al-Nassr e pela Seleção Brasileira.

## Carreira

### Athletico Paranaense
Curitibano de raízes italianas e polonesas, Bento ingressou nas categorias de base do Athletico Paranaense em 2009, aos 10 anos. Bento passou por todas as categorias do clube, do sub-15 ao aspirante, até ser promovido à equipe principal no ano de 2020. Bento começou o ano de 2020 como o quinto goleiro, atrás de Santos, Jandrei, Anderson e Caio.
No dia 25 de novembro de 2020, como Santos e Jandrei testaram positivo para a COVID-19, Bento fez sua estreia profissional como titular em um empate em casa por 1 a 1 com o River Plate, pela Copa Libertadores da América de 2020. Em 30 de março de 2021, Bento teve seu contrato renovado até o ano de 2024.
Após a convocação de Santos pela Seleção Brasileira Sub-23 para a disputa dos Jogos Olimpícos de 2020, Bento voltou a ser titular na equipe. Em 26 de outubro de 2021, Bento renovou seu contrato com o Athletico Paranaense, com o novo vínculo indo até o fim de 2025.
Em 7 de maio de 2023, Bento completou cem jogos pelo Athletico na vitória por 2–1 contra o Flamengo, pela Série A. Ele foi homenageado com uma placa e uma camisa comemorativa.

### Al-Nassr
Em julho de 2024, Bento foi anunciado como novo reforço do Al-Nassr, da Arábia Saudita. Embora os valores não tenham sido oficialmente revelados, segundo o portal ge, o clube árabe pagou dezoito milhões de euros (cerca de 107 milhões de reais, na época) pela transferência. Se confirmados os valores, Bento é o goleiro mais caro negociado pelo futebol brasileiro, posto ocupado anteriormente por Alisson Becker, que em 2015 foi vendido pelo Internacional para a Roma, da Itália, por oito milhões de euros (36 milhões de reais, na época).

## Seleção Brasileira
Em 18 de agosto de 2023, Bento foi convocado para a Seleção Brasileira pelo técnico Fernando Diniz, para os jogos contra a Bolívia e o Peru, válido pelas Eliminatórias da Copa do Mundo. No entanto, o atleta sentiu dores durante o treino da sua equipe, Athletico Paranaense, em seguida ao realizar os exames foi constatado lesão no músculo posterior da coxa direita, sendo a previsão do retorno em um mês. O atleta foi desconvocado por Diniz, em seu lugar foi chamado Lucas Perri, do Botafogo.
Em 13 de novembro de 2023, Bento foi convocado por Fernando Diniz para jogos da Seleção contra Colômbia e Argentina pelas Eliminatórias da Copa do Mundo, para vaga de Ederson que foi cortado após sofrer um trauma no pé esquerdo durante o empate entre Manchester City e Chelsea.
Bento foi o primeiro goleiro após 62 jogos com o trio Alisson, Ederson e Weverton a jogar pela seleção. Ele fez sua estreia em 23 de março de 2024, na vitória do Brasil sobre a Inglaterra por 1 a 0 em um amistoso internacional, em Wembley, na estreia do técnico Dorival Júnior.
Em 27 de maio, a Seleção Brasileira anunciou os 26 nomes que disputaram a Copa América de 2024, que foi disputada entre junho e julho nos Estados Unidos, e dentre estes estava Bento.

## Estatísticas
Atualizado até 18 de abril de 2025.

### Clubes
| Equipe               | Temporada         | Campeonato nacional | Campeonato nacional | Campeonato nacional | Copa nacional[a] | Copa nacional[a] | Copa nacional[a] | Competições continentais[b] | Competições continentais[b] | Competições continentais[b] | Outros torneios[c] | Outros torneios[c] | Outros torneios[c] | Total | Total | Total   |
| Equipe               | Temporada         | Jogos               | Gols                | Assist.             | Jogos            | Gols             | Assist.          | Jogos                       | Gols                        | Assist.                     | Jogos              | Gols               | Assist.            | Jogos | Gols  | Assist. |
| -------------------- | ----------------- | ------------------- | ------------------- | ------------------- | ---------------- | ---------------- | ---------------- | --------------------------- | --------------------------- | --------------------------- | ------------------ | ------------------ | ------------------ | ----- | ----- | ------- |
| Athletico Paranaense | 2019              | —                   | —                   | —                   | —                | —                | —                | —                           | —                           | —                           | 0                  | 0                  | 0                  | 0     | 0     | 0       |
| Athletico Paranaense | 2020              | 1                   | 0                   | 0                   | 0                | 0                | 0                | 2                           | 0                           | 0                           | 0                  | 0                  | 0                  | 3     | 0     | 0       |
| Athletico Paranaense | 2021              | 9                   | 0                   | 0                   | 2                | 0                | 0                | 4                           | 0                           | 0                           | 5                  | 0                  | 0                  | 20    | 0     | 0       |
| Athletico Paranaense | 2022              | 33                  | 0                   | 0                   | 6                | 0                | 0                | 13                          | 0                           | 0                           | 0                  | 0                  | 0                  | 52    | 0     | 0       |
| Athletico Paranaense | 2023              | 33                  | 0                   | 0                   | 6                | 0                | 0                | 8                           | 0                           | 0                           | 15                 | 0                  | 0                  | 62    | 0     | 0       |
| Athletico Paranaense | 2024              | 7                   | 0                   | 0                   | 2                | 0                | 0                | 5                           | 0                           | 0                           | 13                 | 0                  | 0                  | 27    | 0     | 0       |
| Athletico Paranaense | Total             | 83                  | 0                   | 0                   | 16               | 0                | 0                | 32                          | 0                           | 0                           | 33                 | 0                  | 0                  | 164   | 0     | 0       |
| Al-Nassr             | 2024–25           | 28                  | 0                   | 0                   | 2                | 0                | 0                | 9                           | 0                           | 0                           | 2                  | 0                  | 0                  | 41    | 0     | 0       |
| Al-Nassr             | Total             | 28                  | 0                   | 0                   | 2                | 0                | 0                | 9                           | 0                           | 0                           | 2                  | 0                  | 0                  | 41    | 0     | 0       |
| Total na carreira    | Total na carreira | 111                 | 0                   | 0                   | 18               | 0                | 0                | 41                          | 0                           | 0                           | 35                 | 0                  | 0                  | 205   | 0     | 0       |

- a. ^ Jogos da Copa do Brasil e da Copa do Rei
- b. ^ Jogos da Copa Libertadores da América, Copa Sul-Americana e da Liga dos Campeões da AFC
- c. ^ Jogos do Campeonato Paranaense, da Supercopa do Brasil, da Recopa Sul-Americana e da Supercopa da Arábia Saudita